# Al-Biruni
Al-Biruni (Kath, Corasmia, 15 de septiembre del 973-Gazni, 13 de diciembre de 1050) fue un matemático, astrónomo, geógrafo, físico, filósofo, viajero, historiador y farmacéutico persa.
Fue uno de los intelectuales más destacados del mundo islámico. Estudió casi todas las ciencias de su época y fue recompensado abundantemente por su incansable investigación en muchos campos del saber. La realeza y otros elementos poderosos de la sociedad financiaron la investigación de Al-Biruni y participó con proyectos específicos. Influyente por derecho propio, Al-Biruni fue influenciado por los eruditos de otras naciones, como los griegos, en quienes se inspiró cuando se dedicó al estudio de la filosofía. Escribió cerca de 150 obras sobre historia, astronomía, astrología, matemáticas y farmacología, de las cuales apenas ha sobrevivido una quinta parte.

## Vida
Al Biruni nació el 15 de septiembre de 973 en la ciudad de Kath (en el actual Uzbekistán), en Corasmia. Su nombre completo era Abū 'r-Raihān Muhammad ibn Ahmad al-Bīrūnī (en árabe: أبو الريحان البيروني; en persa: ابوریحان بیرونی). También se lo conoció como Alberuni.
A la edad de 17 años fue capaz de calcular la latitud de Kath, gracias a la altitud máxima alcanzada por el Sol, y a los 22 años ya había escrito varias obras cortas sobre la ciencia de la cartografía que incluían un método para la proyección de un hemisferio en un plano. A los 26 años sus escritos incluían temas como el estudio del paso del tiempo (cronología) y los astrolabios, el sistema decimal, la astrología y la historia. También calculó el radio de la esfera terrestre (la supuestamente extendida creencia medieval en una tierra plana es un mito moderno) con un error inferior al 1% de su valor medio actualmente aceptado; el mundo occidental no llegó a tener un resultado equivalente hasta el siglo XVI.
Fue discípulo y amigo de Abu Nasr Mansur, y mantuvo una relación epistolar bastante intensa con el filósofo y médico Avicena, así como con el historiador, filósofo y moralista Ibn Miskawayh. Era capaz de hablar varios idiomas, entre los que se cuentan el griego, el hebreo, el sirio y el bereber, aunque escribió su obra en persa (su lengua materna) y árabe. Acompañó a Mahmud de Gazni en sus campañas militares en la India, lo que le permitió aprender sánscrito y prácrito, y estudiar su religión y su filosofía, así como escribir las Ta'rikh al-Hind (Crónicas de la India).
Aunque muchos piensan que tuvo una gran afición por la astrología, de la lectura de sus obras se desprende que no creía tanto en esta (como podría intuirse de los títulos de sus obras); antes bien, la utilizó como base para sus estudios verdaderamente científicos. Era un verdadero devoto del islam, pero no mostraba prejuicios racistas ni contra los practicantes de otras religiones.
Muchas de las ideas de Al-Biruni derivaron de los debates que mantuvo con académicos de su tiempo. Por ejemplo, hizo importantes observaciones sobre la naturaleza de la luz y el calor que fueron el resultado de su larga correspondencia con Avicena. En realidad Al-Biruni no fue un gran innovador ni sus escritos estaban llenos de teorías originales; sus ideas están fundadas en el método experimental y en la observación. Su don de lenguas, que le permitió leer de primera mano muchos tratados de la época, y su idea preclara del desarrollo evolutivo de la ciencia le convirtieron en un gran enciclopedista y erudito.
Murió en Gazni (en el actual Afganistán), el 13 de diciembre de 1048, a los 75 años.

## Astronomía

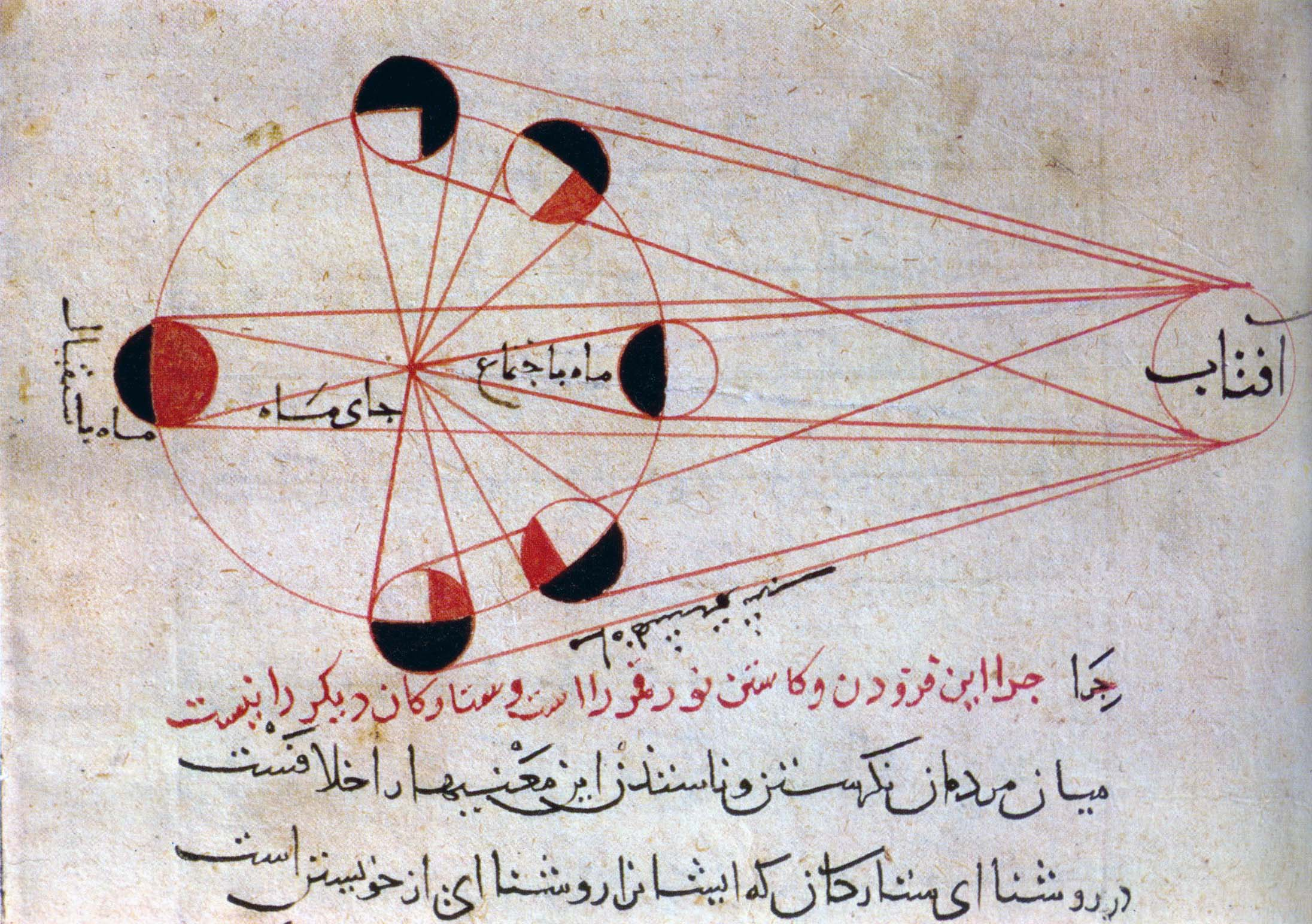
Un diagrama anotado que explica la fases de la luna de una de las obras astronómicas de al-Biruni. Sol (extremo derecha) - Tierra (extremo izquierda) y fases lunares.

De los 146 libros escritos por al-Bīrūnī, 95 están dedicados a la astronomía, las matemáticas y temas relacionados como la geografía matemática. Vivió durante la Edad de Oro islámica, cuando los califas abbasíes promovieron la investigación astronómica, porque dicha investigación poseía no sólo una dimensión científica sino también religiosa: en el islam el culto y la oración requieren un conocimiento de las direcciones precisas de los lugares sagrados, que sólo pueden determinarse con exactitud mediante el uso de datos astronómicos.
Para llevar a cabo sus investigaciones, al-Biruni utilizó diversas técnicas, dependiendo del campo de estudio de que se tratara.
Su principal obra sobre astrología es principalmente un texto astronómico y matemático; afirma: «He comenzado con la Geometría y procedido con la Aritmética y la Ciencia de los Números, luego con la estructura del Universo y finalmente con la Astrología Judicial [sic], pues nadie hay que sea digno del estilo y título de Astrólogo{ [sic] que no esté completamente versado en estas dos ciencias». En estos primeros capítulos sienta las bases para el capítulo final, sobre pronóstico astrológico, que critica. Fue el primero en hacer la distinción semántica entre astronomía y astrología, y, en una obra posterior, escribió una refutación de la astrología, en contradicción con la ciencia legítima de la astronomía, a la que expresa su apoyo incondicional. Algunos sugieren que sus razones para refutar la astrología tienen que ver con que los métodos utilizados por los astrólogos se basan en la pseudociencia y no en el empirismo, y también con un conflicto entre los puntos de vista de los astrólogos y los de los teólogos ortodoxos del islam suní.
Escribió un extenso comentario sobre astronomía india en el Taḥqīq mā li-l-Hind, traducción mayoritaria de la obra de Aryabhatta, en la que afirma haber resuelto la cuestión de la rotación de la Tierra en una obra sobre astronomía que ya no existe, su Miftah-ilm-alhai'a. ("Clave de Astronomía"):

[L]a rotación de la Tierra no menoscaba en absoluto el valor de la astronomía, ya que todas las apariencias de carácter astronómico pueden explicarse tan bien según esta teoría como según la otra. Sin embargo, hay otras razones que la hacen imposible. Esta cuestión es muy difícil de resolver. Los astrónomos más destacados, tanto modernos como antiguos, han estudiado a fondo la cuestión del movimiento de la Tierra y han tratado de refutarla. Nosotros también hemos compuesto un libro sobre el tema llamado Miftah-ilm-alhai'a (Clave de la Astronomía), en el que creemos haber superado a nuestros predecesores, si no en las palabras, en todo caso en la materia.

En su descripción de El astrolabio de Sijzi alude a los debates contemporáneos sobre el movimiento de la Tierra. Mantuvo una larga correspondencia y a veces acalorados debates con Ibn Sina, en los que Biruni ataca repetidamente la física celeste de Aristóteles: sostiene por simple experimento que el estado de vacío debe existir; está "asombrado" por la debilidad del argumento de Aristóteles contra las órbitas elípticas sobre la base de que crearían un vacío; ataca la inmutabilidad de las esferas celestes.
En su principal obra astronómica, el Canon de Mas'ud, Biruni observó que, contrariamente a lo sostenido por Ptolomeo, el apogeo del Sol (punto más alto en los cielos) era móvil, no fijo. Escribió un tratado sobre el astrolabio, describiendo cómo utilizarlo para saber la hora y como cuadrante para la agrimensura. Un diagrama particular de un dispositivo de ocho engranajes podría ser considerado un antepasado de los astrolabios y relojes musulmanes posteriores. Más recientemente, los datos de los eclipses de Biruni fueron utilizados por Dunthorne en 1749 para ayudar a determinar la aceleración de la luna, y sus datos sobre las horas de los equinoccios y los eclipses se utilizaron como parte de un estudio de la rotación de la Tierra en el pasado.

## Geografía y geodesia

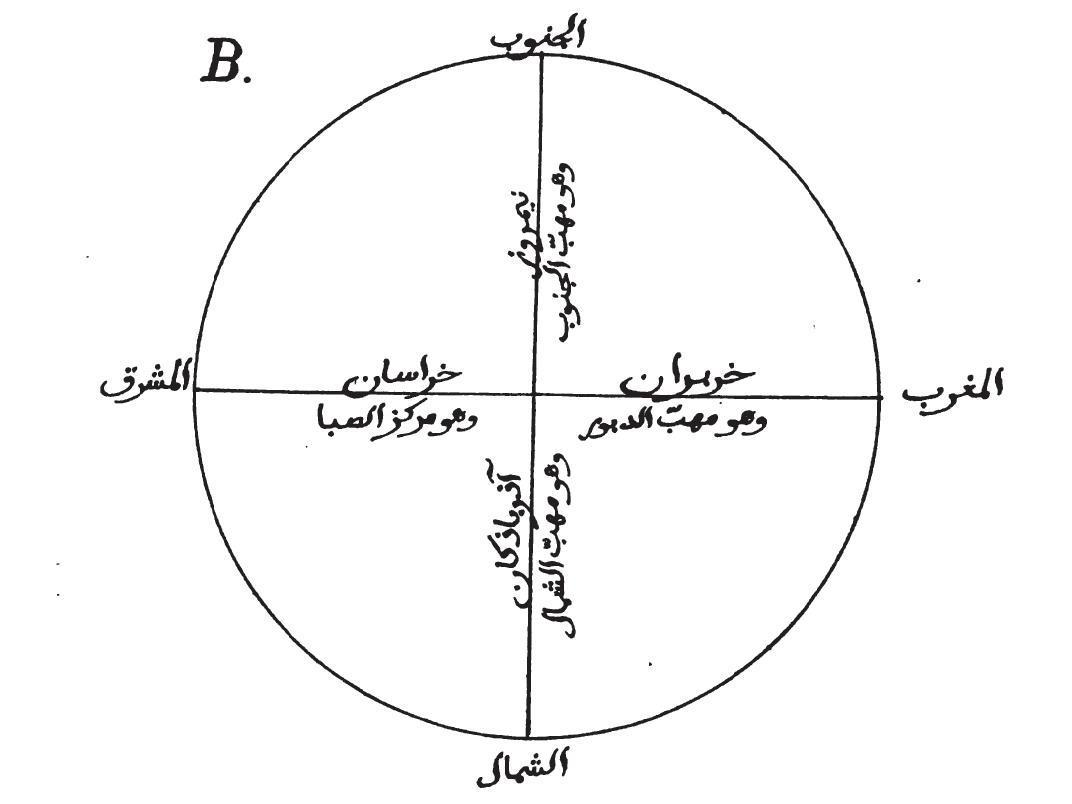
Cuatro direcciones y divisiones políticas de Irán por Abū Rayḥān al-Bīrūnī.

Bīrūnī ideó un método novedoso para determinar el radio de la Tierra mediante la observación de la altura de una montaña. Lo llevó a cabo en Nandana en Pind Dadan Khan (actual Pakistán). Utilizó la trigonometría para calcular el radio de la Tierra midiendo la altura de una colina y la inclinación del horizonte desde la cima de esa colina. Su radio calculado para la Tierra de 4.928,77 millas era un 2% superior al radio medio real de 4.847,80 millas. Su estimación se dio como 12.803.337 codos, por lo que la exactitud de su estimación en comparación con el valor moderno depende de la conversión se utilice para los codos. La longitud exacta de un codo no está clara; con un codo de 18 pulgadas su estimación sería de 3.600 millas, mientras que con un codo de 22 pulgadas su estimación sería de 4.200 millas. Un problema importante de este enfoque es que Al-Biruni no conocía la refracción atmosférica y no la tuvo en cuenta. Utilizó un ángulo de inclinación de 34 minutos de arco en sus cálculos, pero la refracción puede alterar típicamente el ángulo de inclinación medido en aproximadamente 1/6, lo que hace que su cálculo sólo sea preciso en un 20% del valor real.

Diagrama que ilustra un método propuesto y utilizado por Al-Biruni para estimar el radio y la circunferencia de la Tierra.

En su Codex Masudicus (1037), Al-Biruni teorizó sobre la existencia de una masa de tierra a lo largo del vasto océano entre Asia y Europa, o lo que hoy se conoce como las Américas. Argumentó su existencia basándose en sus cálculos precisos de la circunferencia de la Tierra y el tamaño de Afro-Eurasia, que según él abarcaba sólo dos quintas partes de la circunferencia de la Tierra, razonando que los procesos geológicos que dieron lugar a Eurasia seguramente debieron originar tierras en el vasto océano entre Asia y Europa. También teorizó que al menos parte de la masa terrestre desconocida se encontraría dentro de las latitudes conocidas que los humanos podían habitar, y por tanto estaría habitada.

## Física
Al-Biruni contribuyó a la introducción del método científico en la mecánica medieval. Desarrolló métodos experimentales para determinar la densidad, utilizando un tipo particular de equilibrio hidrostático. El método de Al-Biruni para utilizar la balanza hidrostática era preciso, y fue capaz de medir la densidad de muchas sustancias diferentes, incluyendo metales preciosos, gemas e incluso el aire. También utilizó este método para determinar el radio de la Tierra, lo que hizo midiendo el ángulo de elevación del horizonte desde la cima de una montaña y comparándolo con el ángulo de elevación del horizonte desde una llanura cercana.
Además de desarrollar la balanza hidrostática, Al-Biruni también escribió extensamente sobre el tema de la densidad, incluyendo los diferentes tipos de densidades y cómo se miden. Su trabajo sobre el tema fue muy influyente y más tarde fue utilizado por científicos tales como Galileo y Newton en sus propias investigaciones.

## Historia y cronología
El principal ensayo de Biruni sobre historia política, Kitāb al-musāmara fī aḵbār Ḵᵛārazm ("Libro de la conversación nocturna sobre los asuntos de Ḵᵛārazm"), sólo se conoce ahora por las citas que aparecen en el Tārīkh-e Masʿūdī de Bayhaqī. Además de esto, se encuentran varias discusiones sobre acontecimientos históricos y metodología en relación con las listas de reyes en su al-Āthār al-bāqiya y en el Qānūn, así como en otras partes del Āthār, en la India, y dispersas por sus otras obras. La Cronología de las naciones antiguas de Al-Biruni intentó establecer con precisión la duración de diversas épocas históricas.

## Obra
Hizo contribuciones matemáticas en campos como:
- La aritmética teórica y práctica.
- La suma de series.
- El análisis combinatorio.
- La regla de tres.
- Los números irracionales.
- La teoría de las razones (cocientes) numéricas.
- Definiciones algebraicas.
- Los métodos de resolución de ecuaciones algebraicas.
- La geometría.
- Los teoremas de Arquímedes.
- La trisección del ángulo.
- Gnomónica.

Los tres tipos de horizontes descritos por Al-Biruni.

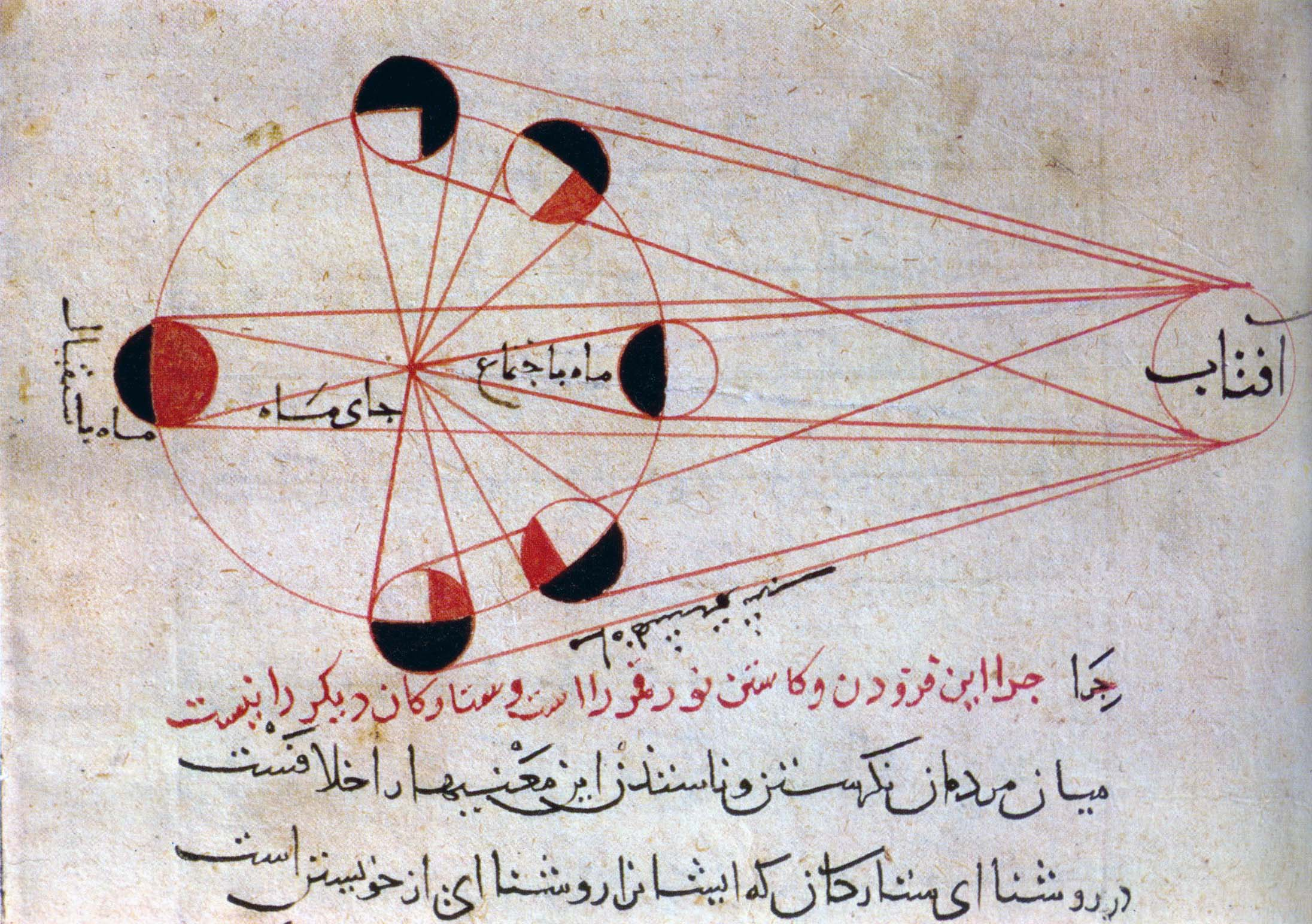
Ilustración de un eclipse lunar, de Al-Biruni.

Aunque también estudió y reflexionó sobre otros temas, lo que queda reflejado en obras como:
- La cronología de las naciones antiguas (también conocida como Cronología), obra temprana recopilatoria de diversos trabajos de juventud sobre astrolabios, astrología e historia.
- Un estudio crítico de lo que la India dice, bien sea racionalmente aceptado o refutado (en árabe تحقيق ما للهند من مقولة معقولة في العقل أم مرذولة) —más conocida como India—, compendio de las doctrinas de la religión hinduista.
- Sobre los signos que permanecen de los siglos pasados (en árabe الآثار الباقية عن القرون الخالية), estudio comparativo de los calendarios de diferentes culturas y civilizaciones, salpicado con reflexiones sobre las matemáticas, así como con los hechos astronómicos e históricos.
- El canon Mas'udi (en árabe القانون المسعودي) —también llamado Canon—, libro sobre astronomía, geografía e ingeniería; toma su nombre de Mas'ud, hijo de Mahmud de Ghazni, a quien le fue dedicado.
- El libro de instrucción sobre los elementos del arte de la astrología (en árabe التفهيم لصناعة التنجيم) —normalmente referido como Elementos de astrología—, libro escrito árabe y persa  que en forma de preguntas y respuestas, trata sobre las matemáticas y la astronomía.
- Farmacia, sobre drogas y tratamientos medicinales.
- Gemas (en árabe الجماهر في معرفة الجواهر) sobre geología, minerales y gemas; dedicado al hijo de Mas'ud, Mawdud.
- El astrolabio.
- Biografías de Mahmud de Ghazni y de su padre Sebük Tigin.
- Historia de Corasmia.

## Eponimia
- El cráter lunar Al-Biruni lleva este nombre en su memoria.[22]
- El asteroide (9936) Al-Biruni también conmemora su nombre.[23]